# Diphénylcétène
Le diphénylcétène est un composé chimique de la famille des cétènes et de formule (C6H5)2C=C=O. Comme la plupart des cétènes substitués, il se présente, aux conditions normales de température et de pression, sous forme d'une huile rouge orangé.

## Propriétés physico-chimiques
Le diphénylcétène réagit assez lentement avec les nucléophiles tels que les alcools, les amines et les énols. Ces réactions peuvent être favorisées par divers catalyseurs. Le mécanisme de ces réactions n'est pas encore pleinement élucidé.

## Production et synthèse
Le diphénylcétène est produit par élimination d'une molécule d'acide chlorhydrique à partir du chlorure d'acétyldiphényle en présence de triéthylamine,.
{\displaystyle \mathrm {Ph_{2}CH-C(=O)-Cl\ {\xrightarrow[{Et_{2}O,\ 0^{\circ }C}]{Et_{3}N}}\ Ph_{2}C=C=O+Et_{3}N\cdot HCl} }

## Articles liés
- Cétène (molécule)